# Neptunea constricta
Neptunea constricta — вид брюхоногих моллюсков рода нептунея семейства трубачи.
Раковина большая, тонкая, розовато-белая или пурпурно-коричневая, с оранжевым налетом на стержне и части внешней губы. Оборотов семь или более, суженных у шва, внешняя губа полукруглая. Высота раковины 210, максимальный диаметр 117 мм. Вид распространён в Тихом океане в западной и северной частях Японского моря, у острова Хоккайдо, южных Курильских островов и южных берегов Сахалина. Обитает в основном на илистых и песчано-илистых с камнями и галькой грунтах. Хищник. Питается также падалью. Кладка состоит из кожистых желтоватых или коричневых яйцевых капсул, в которых напрямую развиваются молодые улитки. Количество яиц, содержащихся в одной капсуле, от 100 до 1000. Из одной капсулы выходит 13 молодых животных с 2,53-оборотными раковинами, которые уже имеют скульптуру, позволяющую определить вид моллюска. Нерест происходит дважды в год: в конце зимы — начале весны и летом.